# Jan Tauer
Jan Tauer (* 26. August 1983 in Düsseldorf) ist ein ehemaliger deutscher Fußballspieler, der als Außenverteidiger eingesetzt wurde.

## Werdegang

### Karrierebeginn in Deutschland
Tauer begann mit dem Fußballspielen beim FC Tannenhof. Mit 13 Jahren wechselte Tauer 1997 von TSV Eller 04 zu Fortuna Düsseldorf. Dort durchlief er die Jugendmannschaften des Klubs und wurde in die deutschen U-17- und U-19-Auswahlen berufen. In der Saison 2001/02 rückte er in den Kader der ersten Mannschaft auf und kam zu seinen ersten sechs Einsätzen im Erwachsenenbereich. Am Saisonende stieg er mit dem Klub in die viertklassige Oberliga Nordrhein ab, blieb dem Verein jedoch treu. 2003 wechselte Tauer nach dem verpassten Aufstieg der Fortuna ablösefrei zum Drittligisten KFC Uerdingen 05, bei dem er in der folgenden Saison mit 32 Einsätzen Stammspieler war. Mit der Mannschaft belegte er den siebten Tabellenrang der Regionalliga Nord.
Tauer zog nach einer Spielzeit beim Krefelder Klub zum Ligarivalen Eintracht Braunschweig weiter. Mit dem niedersächsischen Klub erreichte er als Ergänzungsspieler, der in seinen 13 Saisoneinsätzen hauptsächlich als Einwechselspieler zum Zug kam, den Staffelsieg vor dem punktgleichen SC Paderborn 07 und stieg somit in die 2. Bundesliga auf. Hier konnte er sich als Stammkraft durchsetzen und bestritt bis Ende Februar 2007 47 Zweitligaspiele, in denen er ohne Torerfolg blieb.

### Wechsel ins Ausland
Im März 2007 wechselte Tauer nach Schweden zu Djurgårdens IF. Nach einer kurzen Probezeit beim in der Allsvenskan, der höchsten schwedischen Liga, antretenden Stockholmer Klub unterschrieb er einen bis Jahresende 2009 gültigen Vertrag und erhielt die Rückennummer „8“. Bei seinem neuen Klub etablierte er sich auf Anhieb in der Stammformation und kam im Verlauf der Spielzeit 2007 in 23 der 26 Saisonspiele zum Einsatz. Damit verhalf er dem Klub zum Erreichen des dritten Tabellenranges in der Abschlusstabelle und somit zum Erreichen der Qualifikationsrunden für den UEFA-Pokal 2008/09. Als Stammspieler kam er in allen vier Spielen des Klubs gegen Flora Tallinn und Rosenborg BK zum Einsatz, ehe die Mannschaft trotz eines 2:1-Heimerfolges nach einer 0:5-Niederlage am norwegischen Vertreter scheiterte.
Nicht zuletzt dank seiner Auftritte im europäischen Wettbewerb zog Tauer außerhalb Schwedens Aufmerksamkeit auf sich. Nachdem beim Stockholmer Klub eine Trainerdiskussion entfacht wurde und englische und deutsche Vereine, darunter insbesondere der SC Freiburg, bei dem er im November 2008 ein Probetraining absolvierte, Interesse an einer Verpflichtung anmeldeten, wurde über einen Abschied aus Schweden spekuliert. Letztlich entschied er sich trotz der Ablösung Sigurður Jónssons als Trainer zum Verbleib bei Djurgårdens IF.

### Rückkehr nach Deutschland
Nach dem Ablauf der Saison 2009 unterschrieb Tauer einen ab dem 1. Januar 2010 gültigen Vertrag beim Drittligisten VfL Osnabrück., mit welchem er am 8. Mai 2010 als Meister der 3. Liga in die 2. Bundesliga aufstieg. In der Zweitligasaison 2010/11 folgte jedoch der sofortige Wiederabstieg.

### Erneuter Wechsel ins Ausland
Im August 2012 wechselte Tauer nach Griechenland zum Zweitligisten Iraklis Psachna. In der Hinrunde 2012/13 kam er in zwölf Spielen zum Einsatz und erzielte zwei Tore. Ende Februar 2013 wechselte Tauer zum schwedischen Zweitligisten IK Brage. Im August 2013 wechselte er zum Viertligisten FC Andrea Doria. Bereits Anfang 2014 wechselte er zu einem weiteren Viertligisten zu Viggbyholms IK.

### Nach Karriereende
Ab 2021 war Tauer der Initiator, Investor, Chef und einer der wechselnden Moderatoren der Quiz-Liveshow der App Quizduell, die aus einem Studio in Stockholm übertragen wurde. Die letzte Ausgabe wurde am 11. September 2022 ausgestrahlt.

## Erfolge
- Aufstieg in die 2. Bundesliga 2005 mit Eintracht Braunschweig.
- Aufstieg in die 2. Bundesliga 2010 mit VfL Osnabrück.